# Émile Deschamps

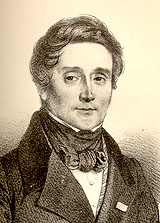
Émile Deschamps

Émile Deschamps, eigentl. Émile Deschamps de Saint-Amand, (* 20. Februar 1791 in Bourges, Département Cher; † 23. April 1871 in Versailles, Département Yvelines) war ein französischer Dichter, Dramatiker, Librettist und Übersetzer.

## Leben
Deschamps war der ältere Bruder des Schriftstellers Antony Deschamps (1800–1869). Mit 21 Jahren konnte Deschamps 1812 mit dem Gedicht La paix conquise erfolgreich debütieren, das ihm sogar die Aufmerksamkeit Kaiser Napoleons einbrachte.
Befreundet war Deschamps unter anderem mit Alexandre Guiraud, Victor Hugo, Jules de Rességuier, Alexandre Soumet und Alfred de Vigny. Mit diesen bildeten sie einen der ersten romantischen Cénacle. Zu diesen Treffen, die regelmäßig in der Wohnung von Deschamps stattfanden, war auch gelegentlich Alphonse de Lamartine mit anwesend. Mit einigen, unter anderem seinem Bruder, zählte Deschamps auch zu den Parnassiens.
Entfernt gehörte dazu auch Henri de Latouche, mit dem Deschamps 1818 zusammen das Lustspiel in Versen Le tour de faveur erfolgreich inszenieren konnte. 1824 gründete Deschamps zusammen mit Victor Hugo die literarisch-künstlerische Zeitschrift La Muse française. Seine dort veröffentlichten Gedichte, Novellen und sonstige Essays unterzeichnete er dabei mit dem Pseudonym der junge Moralist.
Als Librettist arbeitete Deschamps  für Daniel-François-Esprit Auber, Vincenzo Bellini, Hector Berlioz, Fromental Halévy, Giacomo Meyerbeer und Gioachino Rossini. Als Übersetzer machte er sich um Johann Wolfgang von Goethe und Friedrich Schiller verdient, aber auch für seine Übersetzungen aus dem Englischen und Spanischen wurde er gelobt.
Bedingt durch die politischen Ereignisse der Februarrevolution 1848 und seine beginnende Erblindung zog sich Deschamps langsam zurück und ließ sich für den Rest seines Lebens in Versailles nieder. Acht Wochen nach seinem 80. Geburtstag starb er dort am 23. April 1871; seinen letzten Wunsch – die Beendigung des Krieges – erlebte er nicht mehr.

## Werke (Auswahl)
Lyrik
- La paix conquise. 1812
- Poésies. 1842
- Poésies des crêches. 1854

Dramen und Libretti
- Les Huguenots (mit Eugène Scribe; Musik von Giacomo Meyerbeer)
- Roméo et Juliette (Musik von Hector Berlioz)
- La tour de faveur (zusammen mit Henri de Latouche)
- Ivanhoé (Musik von Gioachino Rossini)

Übersetzungen
- Ètudes françaises et étrangères. 1828–1833, ISBN 3-628-64018-0 (u. a. Gedichte von Friedrich Schiller und Johann Wolfgang von Goethe)
- William Shakespeare: Macbeth. 1844 (mit Kommentar)
- William Shakespeare: Roméo et Juliette. 1844 (mit Kommentar)
- Wolfgang Amadeus Mozart: Don Giovanni

Erzählungen
- Contes philosophiques. 1854

Werkausgabe
- Œuvres Complètes. 1872–1874 (6 Bd.)